# Myioborus ornatus
La candelita adornada (Myioborus ornatus), también denominada abanico cariblanco y candelita copetiamarilla, es una especie de ave paseriforme de la familia Parulidae que vive en el noroeste de Sudamérica.

## Descripción
La candelita adornada mide entre 13 y 13,5 cm de largo. El plumaje de sus partes superiores es de color gris oliváceo muy oscuro y el de las inferiores amarillo intenso. La parte frontal de su píleo y frente también son de color amarillo, llegando a tener cierto tono anaranjado; en contraste, la parte trasera es negra, con un fino parche blanco a modo de oreja blanca. Las poblaciones occidentales (M. o. chrysops) tienen el resto de la parte frontal del rostro amarilla y solo la medialuna blanca en el extremo posterior de las coberteras auriculares, mientras que las poblaciones orientales (M. o. ornatus) tienen además la parte frontal de las coberteras auriculares y el lorum blancos. La cola es negra con rectrices laterales blancas. Sus ojos y su pico puntiagudo son negros.

## Distribución y hábitat
Se encuentra en las selvas de montaña y zonas de matorral distribuidas a lo largo de los Andes de Colombia y el extremo occidental de Venezuela, principalmente entre los 2.400 y 3.400 m de altitud.

## Alimentación
Se alimenta de insectos. Con frecuencia abre y cierra la cola, para espantar insectos y atraparlos en persecuciones aéreas. También busca alimento en pequeñas bandadas, cerca del suelo.

## Reproducción
La hembra construye el nido en forma de taza abierta y reviste el interior con fibras finas. Pone de a 3 a 5 huevos blancos con manchas color castaño rojizo y los incuba sola.